# Lajinha
Lajinha is een gemeente in de Braziliaanse deelstaat Minas Gerais. De gemeente telt 20.835 inwoners (schatting 2022).

## Aangrenzende gemeenten
De gemeente grenst aan Chalé, Mutum, Ibatiba (ES) en Iúna (ES).